# Detlef Webers
Detlef Webers (* 13. September 1949) ist ein ehemaliger deutscher Fußballspieler.

## Werdegang
Der Stürmer Detlef Webers begann seine Karriere im Alter von zehn Jahren beim Wuppertaler SV. Im Jahre 1968 debütierte er in der seinerzeit in der zweitklassigen Regionalliga West spielenden ersten Mannschaft, wo er schnell zum Stammspieler wurde. 1972 wurde Webers mit den Wuppertalern Meister und steuerte selbst 15 Tore zum Titelgewinn bei. In der folgenden Aufstiegsrunde gelang dem WSV der Aufstieg in die Bundesliga. Webers feierte sein Bundesligadebüt am 3. Februar 1973 beim 2:2-Unentschieden der Wuppertaler beim VfL Bochum. Am 26. Mai folgte beim 5:0-Sieg gegen den MSV Duisburg sein erstes Bundesligator. Nach acht Bundesligaspielen und einem Tor wechselte Webers im Sommer 1973 zum Regionalligisten Arminia Bielefeld.
Für die Arminia erzielte Webers in 31 Regionalligaspielen acht Tore und schaffte die Qualifikation für die neu geschaffene 2. Bundesliga. Er kehrte daraufhin nach Wuppertal zurück, blieb dort jedoch ohne Einsatz. Webers wechselte daraufhin zum 1. SC Göttingen 05, für die er in 19 Spielen fünf Tore erzielte. Im Sommer 1975 wechselte Webers nach Belgien und schloss sich dem Drittligisten KAS Eupen an, mit dem er ein Jahr später auf- und noch eine Saison später wieder abstieg. Im Sommer 1979 wechselte er dann zum Erstligisten KV Kortrijk, mit dem er zwei Jahre später abstieg.
Detlef Webers wechselte nun in die North American Soccer League zu den San José Earthquakes, kehrte aber nach Saisonende zu KV Kortrijk zurück. Am Saisonende schaffte Webers mit seiner Mannschaft den Aufstieg in die höchste Spielklasse und beendete daraufhin seine Karriere. In seiner bergischen Heimat wurde Webers sesshaft, kickte noch in der Oberliga beim ASV Wuppertal, später beim Cronenberger SC und Hasper SV.
Ende der 1980er Jahre war Webers als Spielertrainer beim Remscheider Kreisligisten SSV Bergisch Born aktiv, mit dem er 1989 in die Bezirksliga aufstieg.